# آنجل کت شوگر
آنجل کت شوگر (به انگلیسی: Angel Cat Sugar) نام یک شخصیت خیالی است که توسط یوکو شیمیزو در سال ۲۰۰۲ خلق شد. این شخصیت یک بچه گربه ماده سفیدرنگ با تاجی روی سر و بال‌های فرشته در پشت است و از دنیای خیالی فرشته‌هاست. تصویر این شخصیت بر روی محصولاتی مانند عروسک‌های مخملی، جعبه‌های ناهار، حوله‌ها و کتاب‌ها قرار گرفته است.

## کاراکترها

### خانواده شوگر
- آنجل کت شوگر: (متولد ۱۷ مه) که «شوگر» یا «شوگر-چان» نیز نامیده می‌شود، او شاهزاده خانم دنیای فرشته‌هاست. او یک بچه گربه سفید با تاج و بال است. او این قدرت را دارد که قلب دیگران را شفا دهد و همه را خوشحال کند.
- فنل: پدر آنجل کت شوگر. یک دامپزشک.
- مینت: مادر آنجل کت شوگر. یک پرستار.

## کتاب‌ها
چندین کتاب در فرنچایز آنجل کت شوگر منتشر شده است. چهار کتاب در ژاپن از طریق انتشارات یاناگیهارا منتشر شده که توسط شیمیزو تصویرگری و نوشته شده است. در ایالات متحده این مجموعه از طریق اسکلاستیک منتشر می‌شود.

## بازی‌ها
در اکتبر ۲۰۰۹ یک بازی برای نینتندو دی‌اس و پی‌سی با نام Angel Cat Sugar در بریتانیا و آلمان و Angel Cat Sugar och stormkungen در سوئد منتشر شد. گیم پلی بازی شامل مینی‌گیم‌ها و پازل‌هایی برای کودکان است.